# Stepan Stepanian
 (août 2022).
Si vous disposez d'ouvrages ou d'articles de référence ou si vous connaissez des sites web de qualité traitant du thème abordé ici, merci de compléter l'article en donnant les références utiles à sa vérifiabilité et en les liant à la section « Notes et références ».
 (septembre 2022).
Stepan Stepanian est née en 1868 à Nork en Arménie a l'époque sous domination Russe,est un homme politique de l'Empire ottoman,

## Biographie
Il est un membre de la FRA, la Fédération révolutionnaire arménienne.
Il a pris part au quatrième congrès général de 1907 qui décida de la participation de la FRA à la révolution constitutionnelle iranienne.